# Język malajski makasarski
Język malajski makasarski (bahasa Melayu Makassar), czasami także malajski południowocelebeski (ang. South Sulawesi Malay) – język pochodzenia austronezyjskiego używany w prowincji Celebes Południowy w Indonezji, zwłaszcza w mieście Makassar. Służy jako środek komunikacji nieformalnej. Stał się również dominującym językiem wehikularnym na terenie prowincji. Jest wykorzystywany w kontaktach między Makasarczykami, Bugisami i innymi grupami etnicznymi. Całkowita liczba użytkowników jest nieznana.
Jedna z dwóch głównych odmian malajskiego na wyspie Celebes, obok malajskiego miasta Manado. Malajski makasarski został sklasyfikowany jako język mieszany – zawiera słownictwo i morfologię derywacyjną pochodzenia malajskiego oraz właściwości fleksyjne pochodzenia makasarskiego, składnia ma zaś mieszane podłoże malajsko-makasarskie. Bywa też opisywany jako dialekt malajskiego  . Wraz z zanikiem rodzimego języka makasarskiego zyskuje na znaczeniu jako język ojczysty. Współistnieje ze standardowym językiem indonezyjskim. 
Pod pewnymi względami przypomina tzw. malajski bazarowy (Bazaar Malay), lecz nie jest bliżej spokrewniony ze wschodnimi odmianami handlowymi (jak np. malajski miasta Manado czy malajski wyspy Ternate). Podobnie jak inne odmiany wschodnioindonezyjskie zawiera stosunkowo duży zasób słownictwa portugalskiego. Z języków Celebesu zapożyczył wykładniki dyskursu i afiksy wyrażające modalność, czas, aspekt i wykonawcę czynności. Wykazuje cechy aglutynacyjne, które zbliżają go do języka makasarskiego. Na tle odmian malajskiego wyróżnia się też cechami fonologii, które mają podłoże lokalne.
W nowszych wydaniach publikacji Ethnologue (23, 24) został określony jako „indonezyjski makasarski” (Makassar Indonesian). Wcześniej używano nazwy „malajski makasarski” (Makassar Malay). Określenie „malajski makasarski” bywa odnoszone nie tylko do współczesnego języka miasta, ale także do historycznych odmian malajskiego (takich jak język miejscowej społeczności malajskiej i starsza lingua franca używana w kontaktach z Makasarczykami). Nie jest jednak jasne, czy istnieje wyraźna granica między tymi odmianami historycznymi a dzisiejszym językiem mieszanym. Dane nt. wcześniejszych odmian malajskiego w regionie są silnie ograniczone.